# 安福寺 (佐賀県白石町)

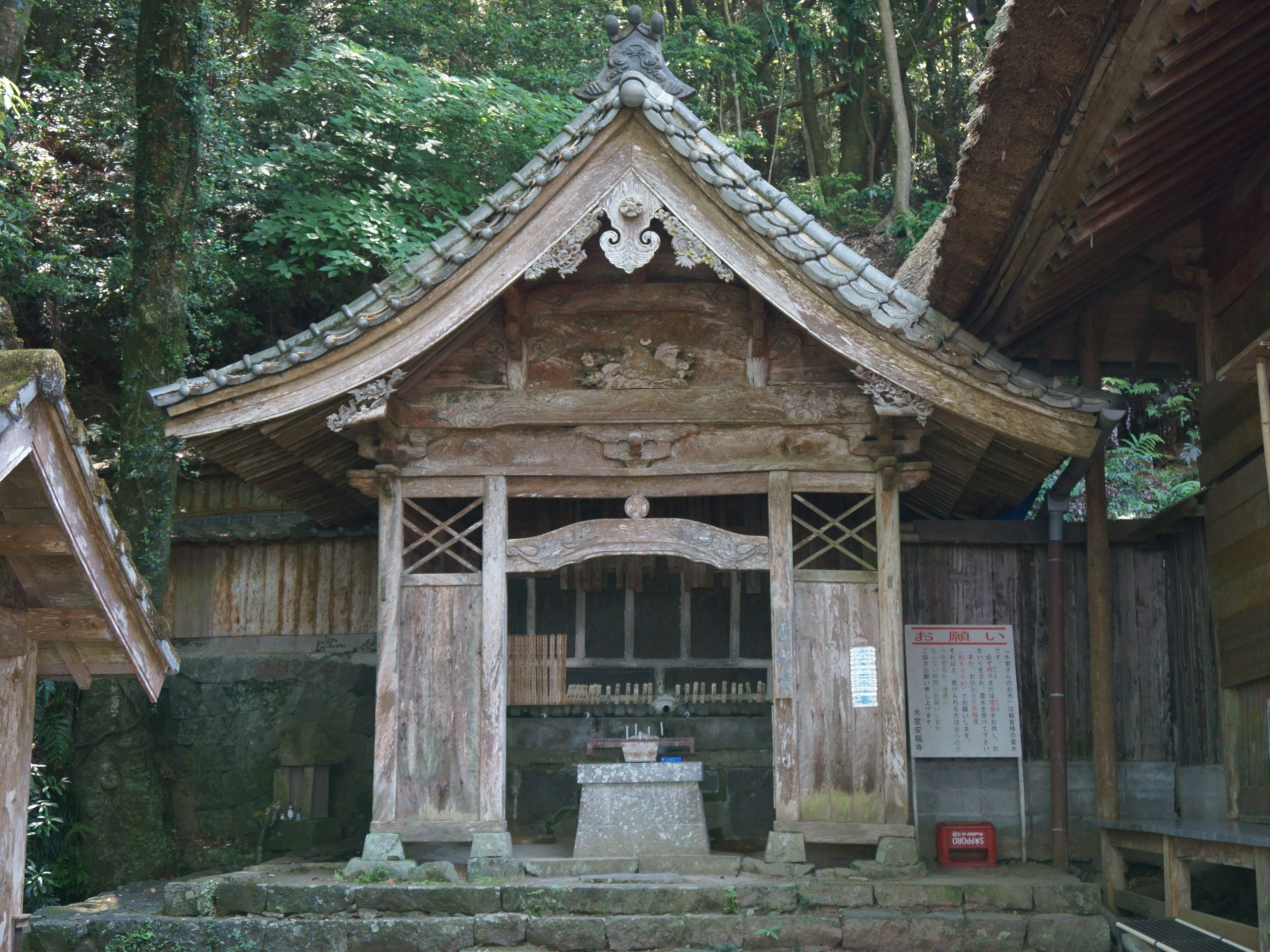
霊水堂

安福寺（あんぷくじ）は、佐賀県杵島郡白石町にある天台宗の仏教寺院。山号は日輪山。奥の院である水堂は地域では「水堂さん（みっとさん）」の通称があり、夏季に湧出する霊水の「出水法要」が行われる。

## 歴史
白石町堤の嘉瀬川地区にあって、杵島山の東側の中腹、嘉瀬川の集落から登ったところに位置する。水堂付近からは白石平野や有明海を望む眺望もある。
古い縁起書を改めて書写した『当山霊水略縁記之事』（安政3年=1856年）の記述によれば、創建は奈良時代の聖武天皇の頃という。ある日、猟師が山中で1匹の白い鹿を発見して矢を放つ。命中した鹿は金色に光り輝いて消えてしまうが、その跡を探すと、石の観音像に矢が刺さっていた。これを見た猟師は悔い改め行者となり、法弓と名乗って寺院を建立したという。
その後、七堂伽藍六十六坊が建立されたと伝わる。『当山霊水略縁記之事』によれば、高倉天皇が病中の夢で、肥前国の「日の輪の内の霊水」を服すれば病もたちまち直るとのお告げを受け、杵島郡を領していた平重盛にこれを探すよう命じる。現在の安福寺で見つかった霊水を献上したところ天皇は平癒、その礼に七堂伽藍六十六坊を建立させたという。一方『肥前古跡縁起』（寛文5年=1665年）によれば、霊水を夢に見たのは平重盛で、観音菩薩の梵字とともに現れ、災難厄徐・除病・悟りなどの利益があるとして、66の諸国に66人の使者を送り探させた。観音菩薩を本尊とする安福寺が発見され報告されると、重盛は七堂伽藍六十六坊を建立させたという。
戦国の戦乱期には合戦の影響を受けた。天正2年（1574年）須古城攻めを行った龍造寺隆信は平井経治との合戦の末、その行方を探すために安福寺を焼き払い、寺は荒廃したという。
その後、慶長年間には須古の初代邑主龍造寺信周が一院を建立した。この頃安福寺と称するようになり、快乗を中興開山として、法相宗から天台宗に改宗した。2代邑主龍造寺信昭は寺の禄を25石と定めて寄進し、同家の祈願寺に定め、また境内に彦山三所権現社を建立した。後に観音堂が再建され、11代邑主鍋島茂倫は念仏堂（本堂）にも禄10石を与えた。
なお、武雄市北方町の勇猛寺の縁起書によると、その山号月輪山勇猛寺に対して日輪山安福寺が建立されたという。

## 霊水と出水法要
出水法要（でみずほうよう）は旧暦の4月15日から7月15日にかけての90日間行われる信仰行事で、この期間に霊水が湧出する。
かつて9旬に亘って夏安居が行われていたものが、期間をそのままに出水法要となった。平安時代末期頃から800年余り続けられているとされる。日本三大水祭りのひとつとも称する。
旧暦4月15日未明、観音堂に天台宗の僧侶数十人を集め、午前3時に読経を開始する。そして、寅の刻である午前4時に霊水堂で霊水の湧出が始まる。なお、これに先立って本堂では前日午後11時ごろから吹螺（法螺貝吹き）などの「まわり教」が行われる。
白石平野一帯では初夏の行事として知られ、特に初仏のある家では水堂に参拝するものとされている。先祖供養として、観音堂で回向を行い、霊水堂に塔婆を供えた後、霊水を貰い持ち帰る。霊水は仏壇に供えたり、飲用したりする。霊水には無病息災や家内安全などの利益のほか、何年も腐らないとする言い伝えがある。
出水法要の期間は水堂茶屋という出店も開かれる。嘉瀬川・船野地区の女性らが作る水堂花と呼ばれる造花の仏花も販売される。寺のホームページの記載では期間合計で3 - 4万人の参拝客があるという。
法要の終わりは旧暦7月15日、未の刻である午後2時。霊水の湧出もこの時刻に終わる。

## 堂宇・石仏類
本堂
もとの建物は中興の頃、宝永4（1707年）に建立されたもので、多久茂明（鍋島茂明）の援助があった。古くは念仏堂と呼んでいた。1951年9月に火災に遭い庫裡と共に焼失しており、現在の建物は1957年に再建された。
観音堂
水堂の中心をなす堂宇。本尊は木造聖観世音菩薩立像で、行基の作と伝わる。秘仏だが毎年旧暦6月18日に開帳が行われる。宝永4年（1707年）建立、あるいは11代法印・豪超の代の建立（この場合、本堂は8代法印・豪清の代の建立）とする文献がある。調査でも宝永から享保年間頃の建築として矛盾しないとされた。
霊水堂
霊水が湧出する堂宇。正面には、石に浮き彫りされた高さ約50 cmの菩薩の立像7基が並ぶ。中央に観世音菩薩があってその下から霊水が出る。その左右に地蔵菩薩が3つずつ並んで六地蔵となっている。建物の絵様などは18世紀初期（観音堂と同時期）のもので、菩薩像にはより古く寛永11年（1634年）3月造立の銘がある。
宝塔
「重盛の塔」と呼び伝えられてきた石造の宝塔。水堂の南方に位置する。基台に元応元年（1319年）七月吉日の銘がある。凝灰岩製で、全高2 m16 cm、基台の幅68 cm、屋根部の幅1辺64 cm。軸部、屋根部、相輪を有する宝塔で、宝珠の頂部に欠けがある。軸部の4面に1字ずつ梵字が彫られ、装飾のない素朴な造りとなっている。「水堂安福寺の宝塔」として1981年2月5日に白石町の重要文化財（建造物）に指定されている。
供養塔
明和3（1766年）に鉄柱が建立した享保の大飢饉の供養塔で、六角堂の東にある。法泉寺の住職であった鉄柱は、荒廃した安福寺の再興のために托鉢行脚を行っていた。ところが飢饉が起き惨状を目の当たりにして、その浄財を全て庶民救済に充てることとし、施粥を行った。救われた者は1万人以上と伝えられる。また後に、飢饉の犠牲者を弔うため他宗の僧も招いて供養を行った。この逸話は鉄眼と同様のものとして語られる。なお、鉄柱は後年改めて托鉢行脚を行い再興にも尽力した。
薬師堂は、佐賀市の旧谷口鉄工所の菩提所（仏壇）だった建物が第二次世界大戦後に寄進されたもの。なお、当寺は九州四十九院薬師霊場の第38番札所に選定されている。
ほかに、不動明王が傍に立つ滝、十六羅漢像、閻魔王像、地元の俳壇が立てた芭蕉の句碑、白石平野の土地改良事業の成功を祈願して建立された合掌観音像などがある。
大蔵経を納めた経堂、六角堂もあったが、風雨により倒壊して現存しない。安永六年（1777年）再建と記した碑が堂の前にあった。四天王像や僧・鉄柱の木像を置いていたが、本堂に移されている。

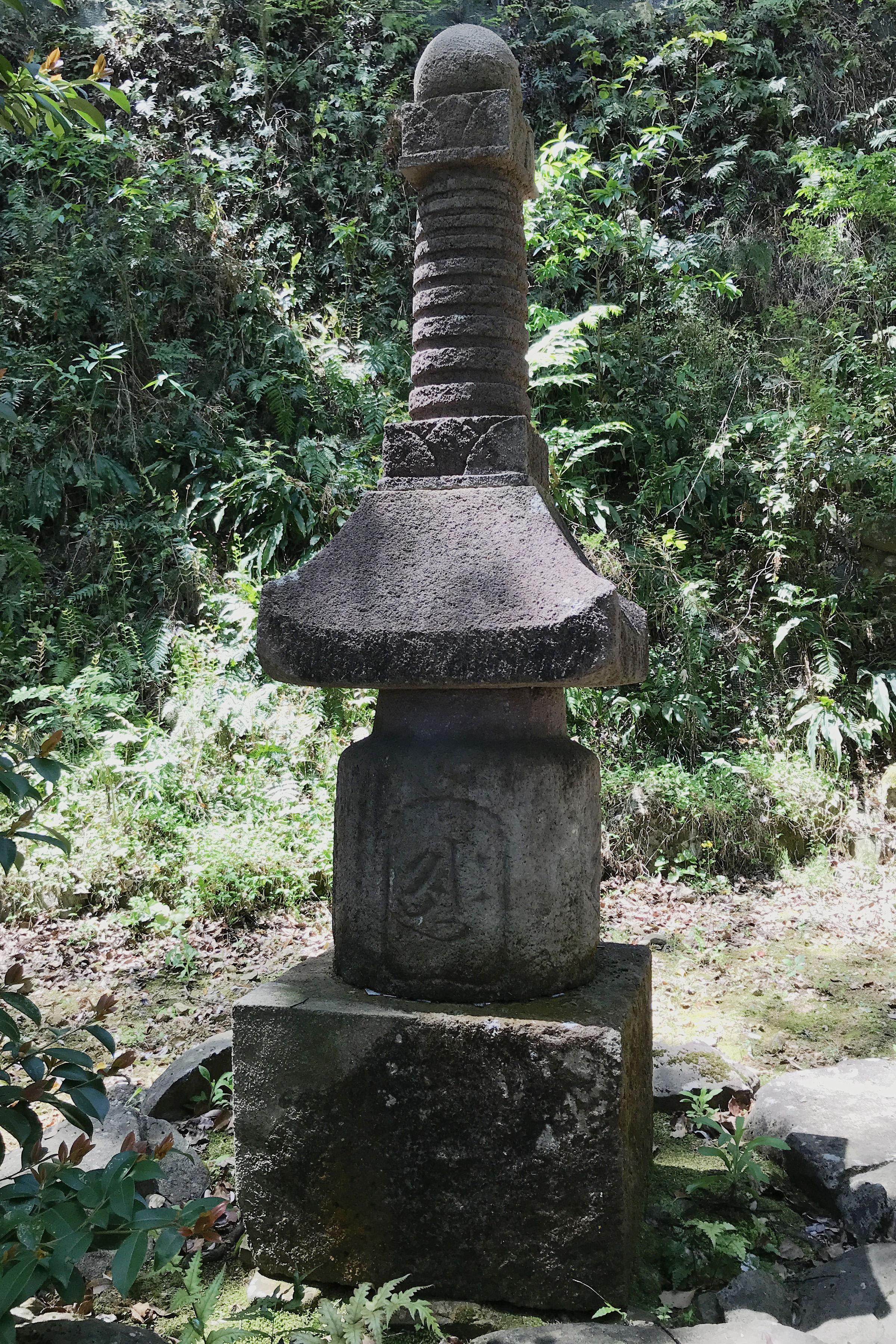
宝塔（「重盛の塔」）/町指定文化財
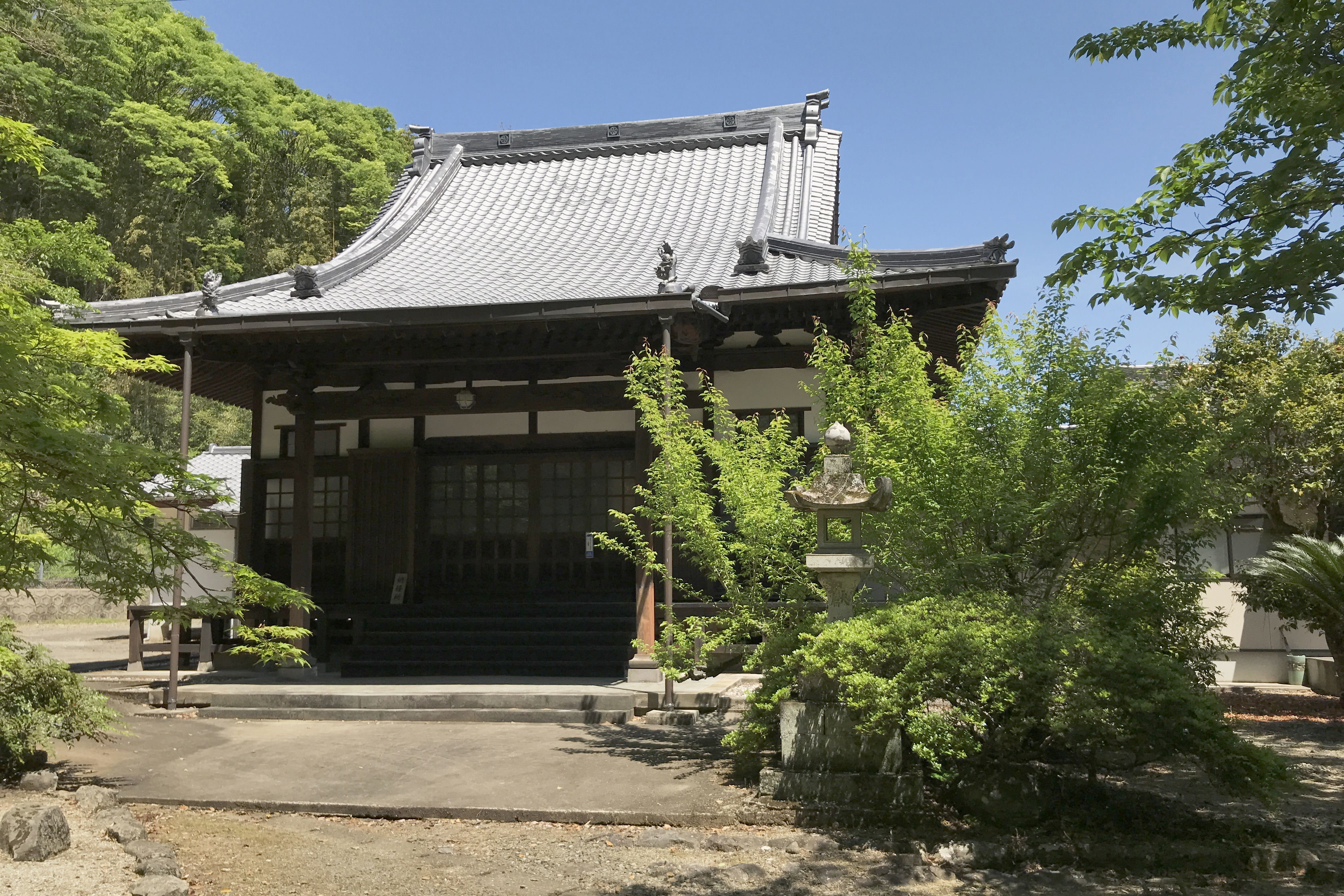
本堂
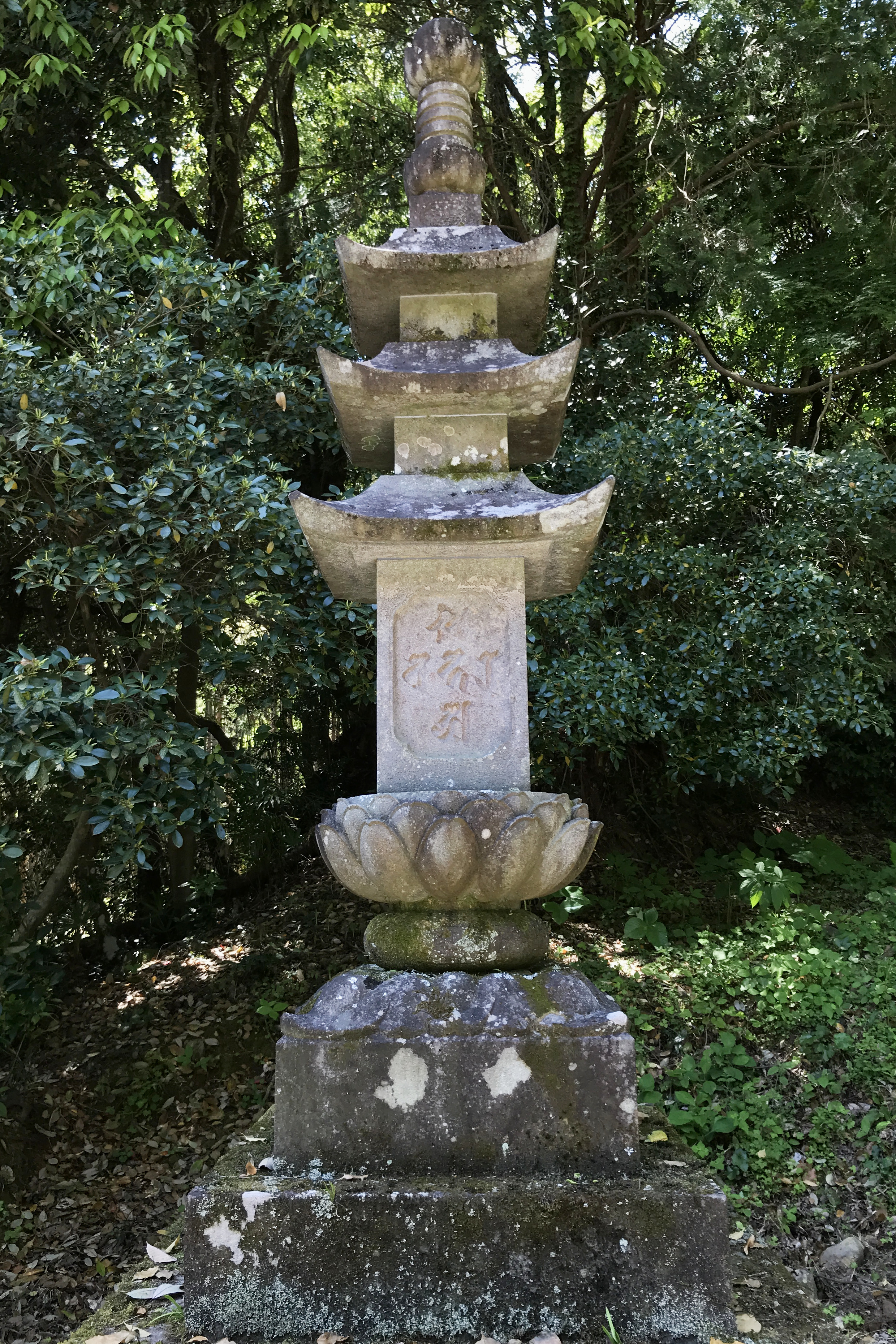
三重塔（鉄柱による供養塔）
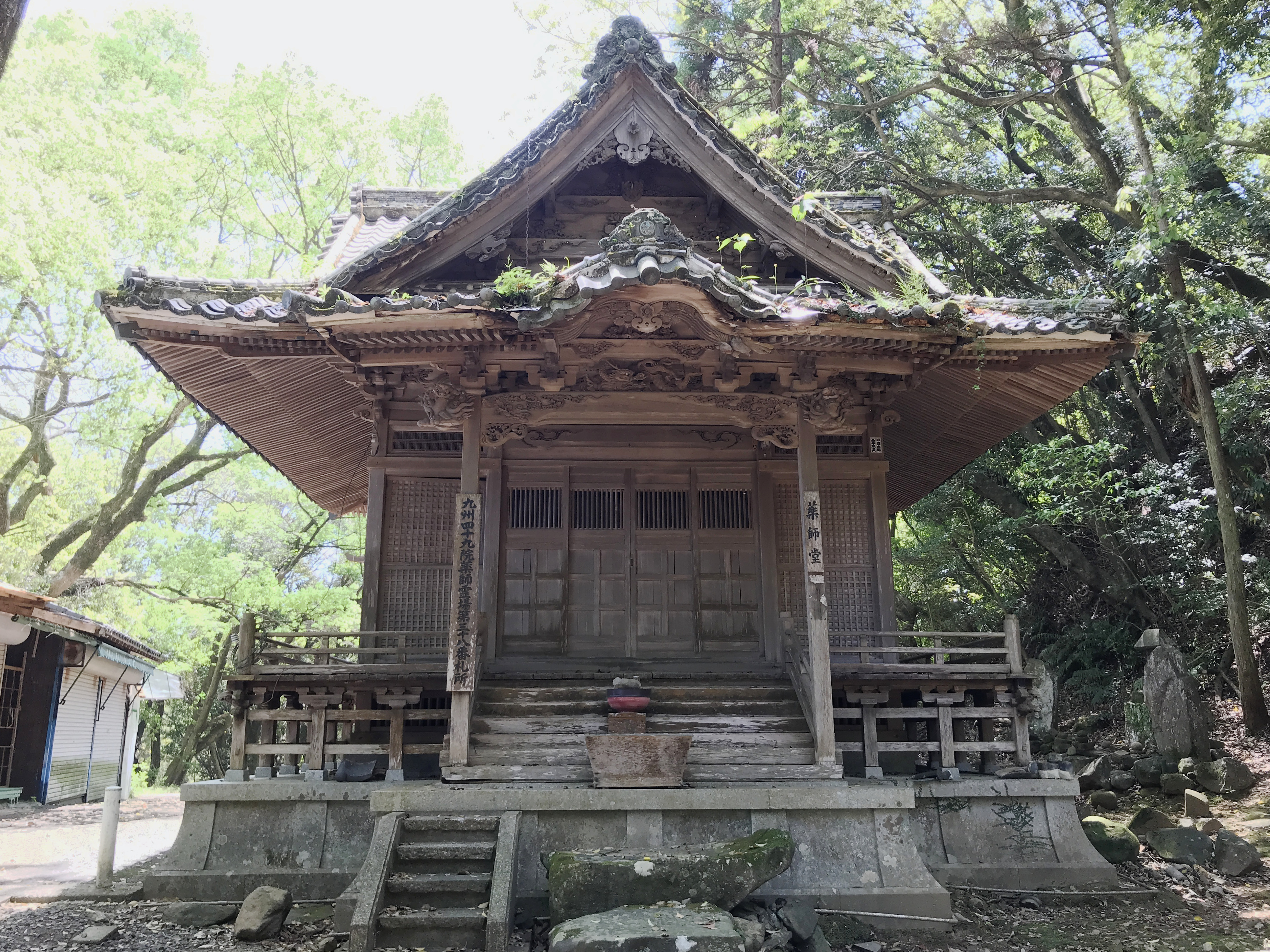
薬師堂

## アクセス
公共交通機関利用の場合、長崎本線肥前白石駅や大町駅からタクシーで約10分、江北駅（旧肥前山口駅）から同約15分など。自動車利用の場合、白石町中心部から約10分、長崎自動車道武雄北方インターチェンジから約45分。
寺付近への車道が整備されている。古くから石段の参道があったが、車道ができてからは徒歩での参詣は少なくなったという。

## その他
寺域南隣には、かつての英彦山三所権現社（建立当初は彦山三所権現社）の肥前鳥居が残る。1962年夏に風雨によって倒壊していて部材が残された形だが、肥前鳥居の特徴が確認できる。
佐賀市鬼丸町の寶琳院は龍造寺家と縁の深い寺で、江戸初期まで同家が住職を務めていた。近代になって荒廃し、一時は安福寺の兼住となっていたが、安福寺の嘉瀬慶範・嘉瀬範護親子によって再建された歴史をもつ。
有田町の陶山神社境内にはかつて勧請寺という安福寺の末寺があったが、明治時代に廃寺となっている。
長崎県松浦市鷹島の住吉神社が所蔵し市指定有形文化財となっている大般若経は、その奥書に安福寺の観音御前に奉納したものであることが記されている。この経典は至徳2年（1385年） - 康応元年（1389年）に書写されたもので、文明4 - 5年（1472 - 1473年）の奥書に記載がある。奥書のうち住吉神社に移された経緯を記す由来の部分は失われているが、戦乱を避けたものだろうと推測されている。